# 코이티비
코이티비(영어: KOITV, 2015년 7월 2일 개설 ~ )는 베트남의 이야기를 다루는 유튜브 채널이다.

'코이'가 영상을 촬영하거나 아이디어를 내며 '스카이'가 영상을 진행하며 함께 출연하는 옆집 형 함께 영상을 찍는다.

## 영상
지금은 출연진을 꾸준히 더 늘리며 한국의 2000년대 예능 방식의 영상을 주로 찍고 있지만 지금의 구독자들은 주로 초반에 업로드 됐던 베트남 소개 영상으로 유입된 구독자들이다. 예를 들어 베트남의 음식소개 등의 영상이 있다.

## 코이티비의 멤버
코이
- 본명 : 홍석호
- 직업 : 유튜버
- 소속 : 코이티비

스카이
- 본명 : 강하늘
- 출생일 : 7월 1일[3]
- 직업 : 유튜버
- 소속 : 코이티비
- 기타사항 : 스카이의 개인 채널

옆집형
- 본명 : 안제한 (한국 옆집형 집 방문 영상에서 이름이 잠깐 언급된 적이 있음)
- 소속 : 코이티비
- 기타사항 : 옆집형의 개인 채널

우유
- 본명 : 우유
- 국적 :  베트남
- 소속 : 코이티비
- 기타사항 : 과수원집 딸

## 같이 보기
- 베트남
- 옆집형
- 유튜버